# Skuleskogen Nationalpark
63°06′40″N 18°29′50″Ø / 63.11111°N 18.49722°Ø
Skuleskogen er en grænseskov i  Ångermanland i  Västernorrlands län i Sverige, som udgør grænsen mellem landskapsdelene Sunnanskogs og Nolaskogs. Den 2.360 ha store nationalpark ligger i en bjergrig kystregion, ud til den Botniske Bugt syd for byen Örnsköldsvik. 
Kyststrækningen ved skoven kaldes Höga kusten. På det 295 meter høje Skuleberget ses spor af en kystlinje der ligger 285 m højere end i dag.
- Tärnetvattnet
- Skravelbäcken
- Bottenhavet
- Slottdalsskrevan